# 4-Bromamphetamin
4-Bromamphetamin (4-BA), auch bekannt als para-Bromamphetamin (PBA), ist ein Amphetaminderivat, das eine Ausschüttung der Neurotransmitter Serotonin, Dopamin und Noradrenalin bewirkt und stimulierende Effekte hervorruft. 4-BA ist, wie die meisten anderen para-substituierten Amphetamine, extrem neurotoxisch und verursacht im Gehirn eine selektive Zerstörung von Serotonin-Neuronen. Es ist hierbei potenter als 4-Chloramphetamin.

## Rechtliches
4-Bromamphetamin ist in der Schweiz so wie auch 4-Fluoramphetamin und andere Bromamphetamine der Betäubungsmittelverordnung der Swissmedic unterstellt.